# Hugh Henry Mitchell
Hugh Henry Mitchell, (9 juin 1770 - 20 avril 1817) est un chef militaire britannique d'origine irlandaise, qui participe à plusieurs batailles décisives durant les Guerres napoléoniennes, notamment la bataille de Salamanque et la Bataille de Waterloo.

## Biographie
Il est né à Dublin, fils d'Hugh Henry Mitchell, banquier irlandais prospère et membre éminent de la Chambre des communes irlandaise et de Margaret Gordon d'Aberdeen. Son père subit de lourdes pertes financières à la fin des années 1770, ce qui explique peut-être pourquoi le jeune Hugh cherche une carrière militaire.
Il est commissionné en janvier 1782 avec le rang d'enseigne, au service du 101e Régiment de fantassins. Après avoir été promu lieutenant en juin 1783, il sert au Canada de 1786 à 1796. Il combat à la Bataille de Canope en 1801 et est promu lieutenant-colonel en décembre 1805 au service du 26e Régiment de fantassins. Il devient major le 17 mars 1804 et lieutenant-colonel le 12 décembre 1805. Il commande un bataillon du 26e régiment d'infanterie de 1805 à 1811 et du 51e régiment d'infanterie du 13 juin 1811 à 1814, tout au long de la Guerre d'indépendance espagnole. Il obtient le grade de colonel le 4 juin 1813.
Dans la campagne de Waterloo, Mitchell commande la 4e brigade de la 4e division, soit environ 2 000 officiers et hommes. "Alors que la lumière commençait à manquer (le 17 juin 1815), le colonel Mitchell conduisit sa brigade vers le poste... à l'extrême droite, près de Braine-l'Alleud, et voici que les régiments qui bivouaquaient pour la nuit, la pluie continuant de tomber dans les torrents. " . La brigade de Mitchell est engagée tôt dans la bataille lorsque les Français ont attaqué la ferme de Hougoumont",.
Il est fait compagnon de l'Ordre du Bain le 4 juin 1815 et reçoit l'ordre russe de Saint-Vladimir. Il est l'un des rares soldats de rang inférieur au général que le duc de Wellington louait par dépêche.
Il meurt le 20 avril 1817 à l'âge de 46 ans à Queen Anne Street, à Londres, en Angleterre.

## Famille
Mitchell épouse Lady Harriet Isabella Somerset, fille de Henry Somerset (5e duc de Beaufort) et Elizabeth Boscawen, le 3 juillet 1804. Ils ont:
- Margaret Harriet Isabella Mitchell (4 juin 1806 - 29 juin 1876), qui épouse, le 15 janvier 1833, le révérend Thomas Walpole, chanoine de la Cathédrale de Winchester, frère aîné du ministre de l'Intérieur Spencer Horatio Walpole.
- Charlotte Gertrude Elizabeth Mitchell (6 décembre 1807 - 4 août 1876), qui épouse, le 18 avril 1825, John Leveson-Gower.
- Colonel Hugh Andrew Robert Mitchell (12 septembre 1816 - 21 août 1857), des Grenadier Guards, qui épouse, le 30 juillet 1844, Sarah Lowndes.